# Karol Galba
Karol Galba (Rózsahegy, 1921. február 2. –  2009. november 15.) csehszlovák nemzetközi labdarúgó-játékvezető.

## Pályafutása

### Nemzeti játékvezetés
Az I. Liga játékvezetőjeként 1966-ban vonult vissza.

### Nemzetközi játékvezetés
A Csehszlovák labdarúgó-szövetség Játékvezető Bizottsága (JB) terjesztette fel nemzetközi játékvezetőnek, a Nemzetközi Labdarúgó-szövetség (FIFA) 1953-tól tartotta nyilván bírói keretében. A FIFA JB központi nyelvei közül a németet beszélte. Több Európa-kupa, nemzetek közötti válogatott és egyesületek közötti mérkőzést vezetett, vagy működő társának partbíróként segített. A cseh nemzetközi játékvezetők rangsorában, a világbajnokság-Európa-bajnokság sorrendjében többedmagával a 16. helyet foglalja el 2 találkozó szolgálatával. Az aktív nemzetközi játékvezetéstől 1966-ban vonult vissza. Válogatott mérkőzéseinek száma: 9.

#### Labdarúgó-világbajnokság
Két világbajnoki döntőhöz vezető úton Chilébe a VII., az 1962-es labdarúgó-világbajnokságra és Angliába a VIII., az 1966-os labdarúgó-világbajnokságra a FIFA JB bíróként alkalmazta. A FIFA JB elvárásának megfelelően, ha nem működött játékvezetőként, akkor társának segített partjelzőként. 1962-ben a világbajnokság egyik legfelkészültebb játékvezetője. Kettő csoportmérkőzésen és az egyik negyeddöntőben szolgált partbíróként. 1966-ban Ali Huszejn Kandíl játékvezetővel az egyik legjobban foglalkoztatott, négyszer küldték partbírónak. Kettő csoportmérkőzésen, az egyik nyolcaddöntőben, és a döntőben Gottfried Dienst játékvezető második partbírója. Világbajnokságokon vezetett mérkőzéseinek száma: 2 + 7 (partbíró).

##### 1962-es labdarúgó-világbajnokság

###### Világbajnoki mérkőzés
| Időpont         | Helyszín                       | Mérkőzés típusa              | Mérkőzés            | Eredmény | Nézők száma |
| --------------- | ------------------------------ | ---------------------------- | ------------------- | -------- | ----------- |
| 1962. június 2. | Carlos Dittborn Stadion, Arica | csoportmérkőzés (A. csoport) | Jugoszlávia–Uruguay | 3 : 1    | 9 000       |

##### 1966-os labdarúgó-világbajnokság

###### Világbajnoki mérkőzés
| Időpont          | Helyszín                   | Mérkőzés típusa              | Mérkőzés              | Eredmény | Nézők száma |
| ---------------- | -------------------------- | ---------------------------- | --------------------- | -------- | ----------- |
| 1966. július 15. | White City Stadion, London | csoportmérkőzés (A. csoport) | Uruguay–Franciaország | 2 : 1    | 45 000      |

#### Olimpiai játékok
Mexikóban rendezték a XIX., nagy magasságú 1968. évi nyári olimpiai játékok olimpiai labdarúgó torna döntő mérkőzéseinek, ahol a FIFA JB bíróként foglalkoztatta.

##### 1968. évi nyári olimpiai játékok
| Időpont           | Helyszín                   | Mérkőzés típusa              | Mérkőzés               | Eredmény |
| ----------------- | -------------------------- | ---------------------------- | ---------------------- | -------- |
| 1968. október 17. | Cuauhtémoc Stadion, Puebla | csoportmérkőzés (A. csoport) | Kolumbia–Franciaország | 2 : 1    |

#### A magyar labdarúgó-válogatott mérkőzései (1902–1929)
| Időpont              | Helyszín                 | Mérkőzés típusa          | Mérkőzés                   | Eredmény | Nézők száma |
| -------------------- | ------------------------ | ------------------------ | -------------------------- | -------- | ----------- |
| 1958. szeptember 14. | Śląski, Stadion, Chorzow | 355. válogatott mérkőzés | Lengyelország–Magyarország | 1 : 3    | 90 000      |

#### Mérkőzései az NBI-ben
| Időpont           | Helyszín             | Mérkőzés            | Eredmény | Nézők száma |
| ----------------- | -------------------- | ------------------- | -------- | ----------- |
| 1966. október 23. | Népstadion, Budapest | Vasas–Újpesti Dózsa | 4 : 1    | 15 000      |

## Sportvezetőként
A nemzetközi szövetségnél is szokatlanul, az Európai Labdarúgó-szövetség (UEFA) Játékvezető Bizottságának (JB) 1968-ban még aktív korában tagja lett, visszavonulást követően sportvezetőként és nemzetközi játékvezető ellenőrként tevékenykedett.

## Sikerei, díjai
1970-ben a nemzetközi játékvezetés hírnevének erősítése, hazájában 10 éve a legmagasabb Ligában (osztályban) folyamatosan tevékenykedő, eredményes pályafutása elismeréseként, a FIFA JB felterjesztésére az 1965-ben alapított International Referee Special Award címmel és oklevéllel tüntette ki.

## Külső hivatkozások
- Karol Galba. World Referee. [2012. szeptember 19-i dátummal az eredetiből archiválva]. (Hozzáférés: 2012. július 22.)
- Karol Galba. footballzz.com. (Hozzáférés: 2012. július 22.)[halott link]
- Karol Galba. footballdatabase.eu. (Hozzáférés: 2012. július 22.)
- Karol Galba. scoreshelf.com. [2015. december 19-i dátummal az eredetiből archiválva]. (Hozzáférés: 2012. július 22.)
- Karol Galba. eu-football.info. [2013. szeptember 11-i dátummal az eredetiből archiválva]. (Hozzáférés: 2012. július 22.)
- Karol Galba. weltfussball.de. (Hozzáférés: 2012. július 22.)[halott link]